# .sncf
.sncf est un domaine de premier niveau générique (en anglais generic top-level domain ou gTLD). Il s'agit d'une extension privée de l'entreprise SNCF et est réservée à cette dernière.
Ce domaine de premier niveau générique a été attribué lors d'un nouveau tour d’attribution par l'ICANN, et créé le 8 mai 2015.

## Statistiques d'usage
En avril 2025, environ 63 domaines utilisent l'extension .sncf.